# Plataforma X tracción trasera (General Motors)
La plataforma X de General Motors (comúnmente llamado X-Body ) fue una designación de plataforma de automóvil para coches de tamaño compacto con tracción trasera utilizada desde 1962 hasta 1979. En 1980, GM introdujo una nueva plataforma «X» con tracción delantera.
La plataforma X formó base al Chevrolet Chevy II / Nova y vehículos similares de los años 1960 y 1970. También fue la base para la plataforma K del Cadillac Seville. Muchos componentes de la plataforma X fueron compartidas con la contemporánea plataforma F hasta el 2002 en el Chevrolet Camaro y Pontiac Firebird.
La plataforma X consiste de un conjunto de carrocería de técnica mixta, en la cual un semi-monocasco se combinaba con un chasis parcial (subchasis) delantero aislado con fijación de perno sobre elastómeros que soporta el motor, el puente delantero y la transmisión, (similar a la parte delantera de los vehículos tradicionales de tamaño completo de General Motors con bastidor completo).
La técnica mixta de la plataforma X fue contrario a Ford y Chrysler, en cuyos autos del mismo segmento toda la suspensión delantera se integró a una estructura inferior delantera totalmente soldada a la carrocería unificada.
En 1967, Chevrolet decidió rediseñar plataforma X cuando se diseñó el 1967 Chevy Camaro, y en 1968 este subchasis modificado fue adaptado al resto de la línea.
Con la incorporación de este nuevo diseño de subchasis, muchas de las quejas y los problemas de los ruidos chirriantes de la carrocería y alineación de neumáticos de las plataformas anteriores se eliminaron.
Dato interesante es que a principios de la década de 1970, se observó que la primera letra del nombre los coches que debutaron el X-Body (Nova, Omega, Ventura, Apollo) deletreaba «NOVA», 

## Evolución de la plataforma X tracción trasera
| Plataforma X tracción trasera | 1ª generación      | 2ª generación      | 3ª generación      | 4ª generación      |
| ----------------------------- | ------------------ | ------------------ | ------------------ | ------------------ |
| Producción:                   | 1962-1967          | 1968-1972          | 1973-1974          | 1975-1979          |
| Distancia entre ejes:         | 2794 mm / 110.0 in | 2819 mm / 111.0 in | 2819 mm / 111.0 in | 2819 mm / 111.0 in |
| Trocha delantera:             | 1443 mm / 56.8 in  | 1501 mm / 59.0 in  | 1501 mm / 59.8 in  | 1557 mm / 61.3 in  |
| Trocha trasera:               | 1430 mm / 56.3 in  | 1494 mm / 58.9 in  | 1494 mm / 59.6 in  | 1499 mm / 59.0 in  |

## Aplicaciones
- Chevrolet Chevy II (1962-1967)
- Chevrolet Nova (1968-1979)
- Oldsmobile Omega (1973-1979)
- Pontiac Ventura (1971-1977)
- Pontiac Phoenix (1977-1979)
- Buick Apollo (1973–1974; 1975 sólo sedán)
- Buick Skylark (1975 sólo cupé; 1976-1979)